# Larabia
Larabia est une localité du sud-est de la Côte d'Ivoire et appartenant au département de Grand-Bassam, Région du Sud-Comoé. La localité de Larabia est un chef-lieu de commune.